# Kladderadatsch
Kladderadatsch war eine deutschsprachige politisch-satirische Zeitschrift, die von 1848 bis 1944 regelmäßig wöchentlich herausgegeben wurde. Der Name der Zeitschrift ist hergeleitet vom lautmalerischen Berliner Ausdruck Kladderadatsch, der etwa bedeutet „etwas fällt herunter und bricht mit Krach in Scherben“. Der Zeitschriftentitel machte den Ausdruck so populär, dass er zum politischen Schlagwort wurde, das ironisch gebraucht – vor allem von August Bebel – den Zusammenbruch der bürgerlichen Gesellschaft charakterisierte.

## Geschichte

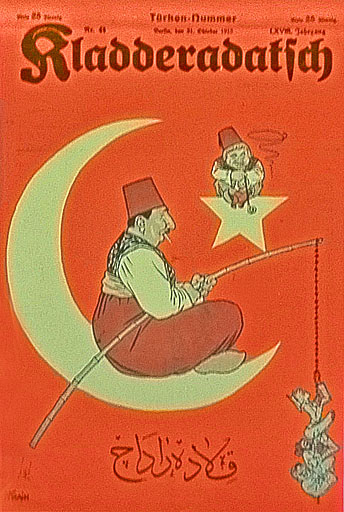
Türken-Nummer – Berlin, 68. Jahrgang, Nummer 44 (31. Oktober 1915)

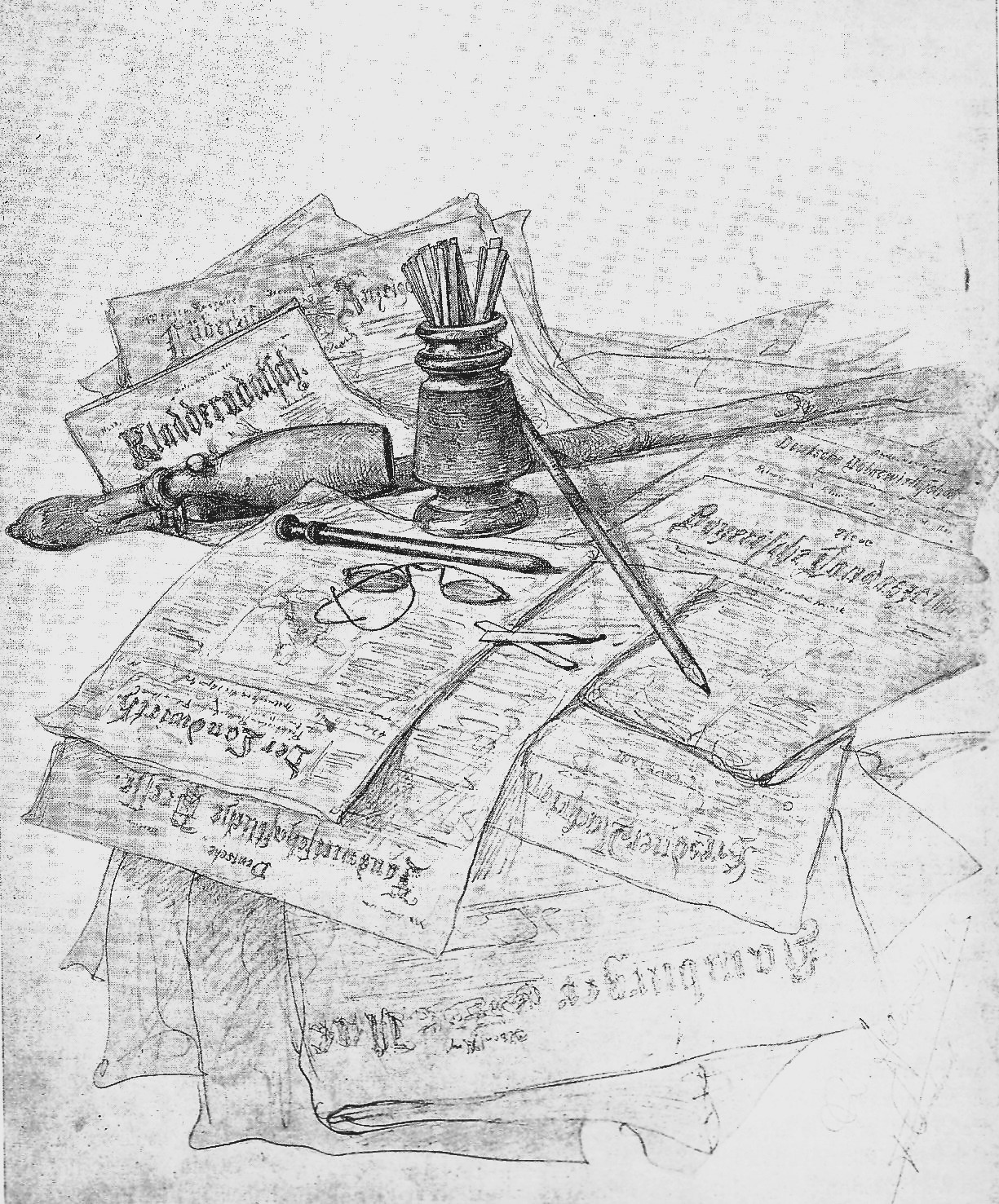
Fürst v. Bismarcks Lesetisch, auf dem auch stets der Kladderadatsch lag; aus Fürst Bismarck in Friedrichsruh von C. W. Allers (1892)

Gründer von Kladderadatsch war der liberale Berliner Humorist David Kalisch, Sohn eines jüdischen Kaufmanns und bekannter Autor leichter Komödien; Verleger war der Verlagsbuchhändler Heinrich Albert Hofmann, später firmierte der Verlag als A. Hofmann und Comp.
Die erste, vollständig von Kalisch verfasste Ausgabe erschien am 7. Mai 1848 mit einer Auflage von 4.000 Stück und war noch am selben Tag ausverkauft. Anlässlich der Feier des Erscheinens der tausendsten Nummer schuf der niederschlesische Komponist Rudolf Bial im Jahr 1866 den Kladderadatsch-Jubiläums-Marsch. Die Zeitschrift vertrat später eine national-liberale Gesinnung und unterstützte Bismarcks Politik.

„… einmal wöchentlich erscheinendes Witzblatt, das vorzugsweise die politische Satire kultiviert und besonders durch Ernst Dohm, Rudolf Löwenstein und den Zeichner Wilhelm Scholz, dessen Karikaturen auf Napoléon III. und Bismarck große Popularität gewannen, zu literarischer und künstlerischer Bedeutung erhoben wurde. Auch die von den „Gelehrten“ des Kladderadatsch erfundenen ständigen Figuren Müller und Schultze, Zwickauer, Karlchen Mießnick u. a. sind volkstümlich geworden. Gegenwärtig (1905) ist Johannes Trojan Redakteur. Die hervorragendsten künstlerischen Mitarbeiter sind G. Brandt und L. Stutz.“

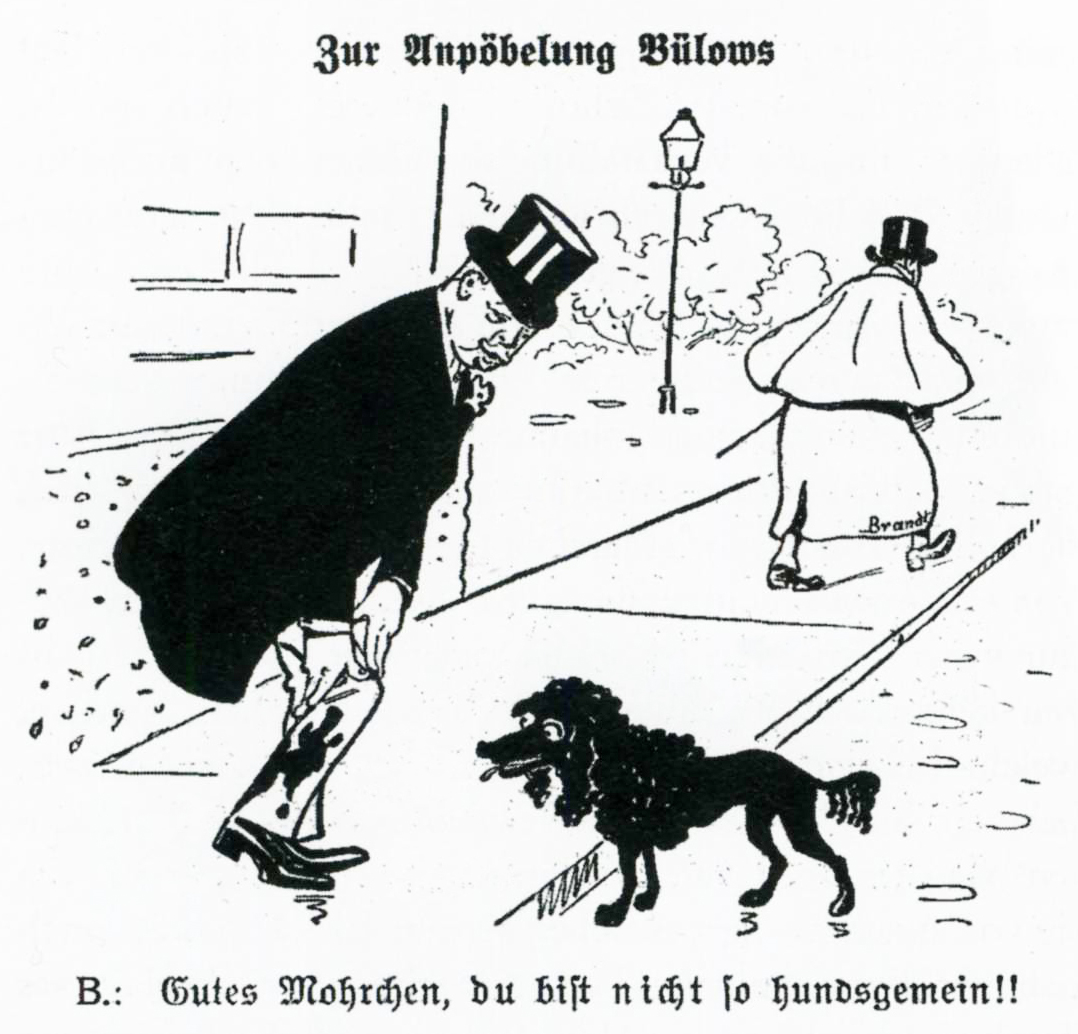
Karikatur zur Anpöbelung Bernhard von Bülows durch Adolf Brand im Zusammenhang mit der Eulenburg-Affäre: B.: Gutes Mohrchen, du bist nicht so hundsgemein!!

Die Popularität des Witzblatts, dem in der preußischen Hauptstadt eine Monopolstellung zukam, rief schon im Gründungsjahr parodistische Imitationen hervor wie Ausgeßeuchnet. Erstes reaktionäres Extrablatt des Kladderadatsch, den Neujahrs-Pladderadatsch und die Fastnachts-Zeitung in Art des Kladderadatsch. In Leipzig erschien während des Deutsch-Französischen Krieges 1870 ein Kladderadatsch auf dem Kriegsschauplatze. Die Redaktion selbst gab zahlreiche Sondernummern und von 1850 bis 1887 jährlich den Humoristisch-satyrischen Volkskalender heraus. Ein weiteres Nebenprojekt des Verlegers Hofmann war seine Humoristische Eisenbahn- und Reise-Bibliothek, die Schultze und Müller an den Rhein, in den Harz und in europäische Metropolen schickte.
Von 1872 bis 1884 benutzten der KSCV als Dachverband wie auch einzelne Corps, Altherrenvereine und eine große Zahl anderer Korporationen das in akademischen Kreisen sehr beliebte Satireblatt Kladderadatsch als Veröffentlichungsorgan. Die Jungletten nahmen sich den Kladderadatsch zum Vorbild ihrer eigenen Zeitschriften.
Nach dem Ersten Weltkrieg kam es zu einem Einbruch der Auflage. 1923 verkaufte der Hofmann-Verlag das Magazin an den Konzern des Industriellen Hugo Stinnes. Die Inhalte wurden zunehmend rechtsgerichteter und denunzierten gemäßigte Politiker der Weimarer Republik. Bereits ab 1923 unterstützten die Herausgeber Adolf Hitler und den Nationalsozialismus. Die Karikaturen wurden zunehmend antisemitisch.
Im September 1933 wurde Hermann Göring karikiert, der Versuchstiere mit dem Hitlergruß grüßt und von diesen mit demselben zurückgegrüßt wird. Hintergrund der Karikatur war ein NS-Gesetz vom August 1933, das Tierversuche aus Tierschutzgründen verbot.
Die Einstellung des Kladderadatsch erfolgte kriegsbedingt:

„Im Zuge der durch den totalen Krieg bedingten Konzentrationsmaßnahmen auf dem Gebiete der Presse stellt unsere Zeitschrift mit der vorliegenden Ausgabe das Erscheinen für die Dauer des Krieges ein. Es werden dabei weitere Kräfte für die Wehrmacht und für die Rüstung frei. Wir danken unseren Lesern und Freunden für die uns erwiesene langjährige Treue. Mit unserem zuversichtlichen Glauben an den Sieg verbinden wir die Hoffnung, unsere Zeitschrift nach dem Siege allen Beziehern wieder in gewohnter Weise liefern zu können. Aus arbeitstechnischen Gründen hat die Reichspressekammer die Anweisung erteilt, daß eine Rückzahlung von zuviel gezahlten Bezugsgeldern möglichst unterbleiben soll. Der Verlag wird deshalb verpflichtet, diese Beträge an das Winterhilfswerk abzuführen. Bezieher, die mit dieser Regelung nicht einverstanden sind, müssen sich unter Vorlage der Zahlungsbelege bis zum 31. Oktober d. J. wegen Rückvergütung an den Verlag wenden.“

## Mitarbeiter
- Gustav Brandt
- Max Friedlaender
- Oskar Garvens[10]
- Werner Hahmann
- Rudolf Hesse
- Arthur Johnson
- Willibald Krain
- Erich Kux
- Wilhelm Polstorff
- Hans Reimann
- Carl Reinhardt
- Paul Warncke
- Fritz Wolf
- Arthur Krüger

## Sondernummern des Kladderadatsch
- Kladderadatsch in London. Humoristische Schilderungen der Industrie-Ausstellung (8 Lieferungen, 1851)
- Bismarck-Album des Kladderadatsch (300 Zeichnungen von Wilhelm Scholz, 1890, 27. Auflage 1900) Online-Edition
- Ein Kriegsgedenkbuch aus dem Kladderadatsch in Ernst und Humor aus den Jahren 1870 und 1871 von Johannes Trojan und Julius Lohmeyer (1891)
- Im tollen Jahr. 1. Jahrgang des Kladderadatsch 1848, mit Anmerkungen zu Hitler und Erläuterungen (1898)